# 哈查茲書店
哈查茲書店（Hatchards）是英國的一家書店企業，由約翰·哈查茲創建於1797年，號稱是英國歷史最古老的書店。1801年，哈查茲書店搬遷至皮卡迪利。該書店擁有三個皇家認證。

## 外部連結
- 官方网站

51°30′30″N 0°08′17″W / 51.5084°N 0.1380°W